# Escuela Preparatoria University City
Escuela Preparatoria University City (University City High School), localizada en el barrio University City de San Diego, California, Estados Unidos, es una pública de educación secundaria, que forma parte del Distrito Escolar Unificado de San Diego. La escuela abrió en septiembre de 1981. El ranking de la escuela es el 222 en los Estadso Unidos según la lista de las mejore escuelas secundarias del Newsweek's. La escuela es algunas veces referida como UC High.

## Deportes
University City High School ofrece programas deportivos para los estudiantes. La mascota de la escuela es el Centurion.

### Deportes de otoño
- cross country femenino y masculino
- Field Hockey
- Fútbol americano
- tenis femenino
- voleibol femenino
- waterpolo masculino

### Deportes de invierno
- Basketball femenino y masculino
- Soccer masculino y femenino
- Lucha
- Water Polo masculino femenino

### Deportes de primavera
- Bádminton
- Béisbol
- Golf
- Lacrosse
- Softbol
- Natación
- Esgrima
- Tenis masculino
- Atletismo
- Voleibol masculino

## Departamento de Música
- UC Marching Band
- Orchestra
- Jazz Band
- Pep Band

## Logos & colores de la escuela
Los colores y logos de University City no han cambiado mucho desde que fue fundada en 1981. el color paleta de la escuela al igual que sus tres logos principales, el UC Script, el Centurion, y el logo UC block. el logo block es usado con "letra estilo varsity" para todos los atletas.

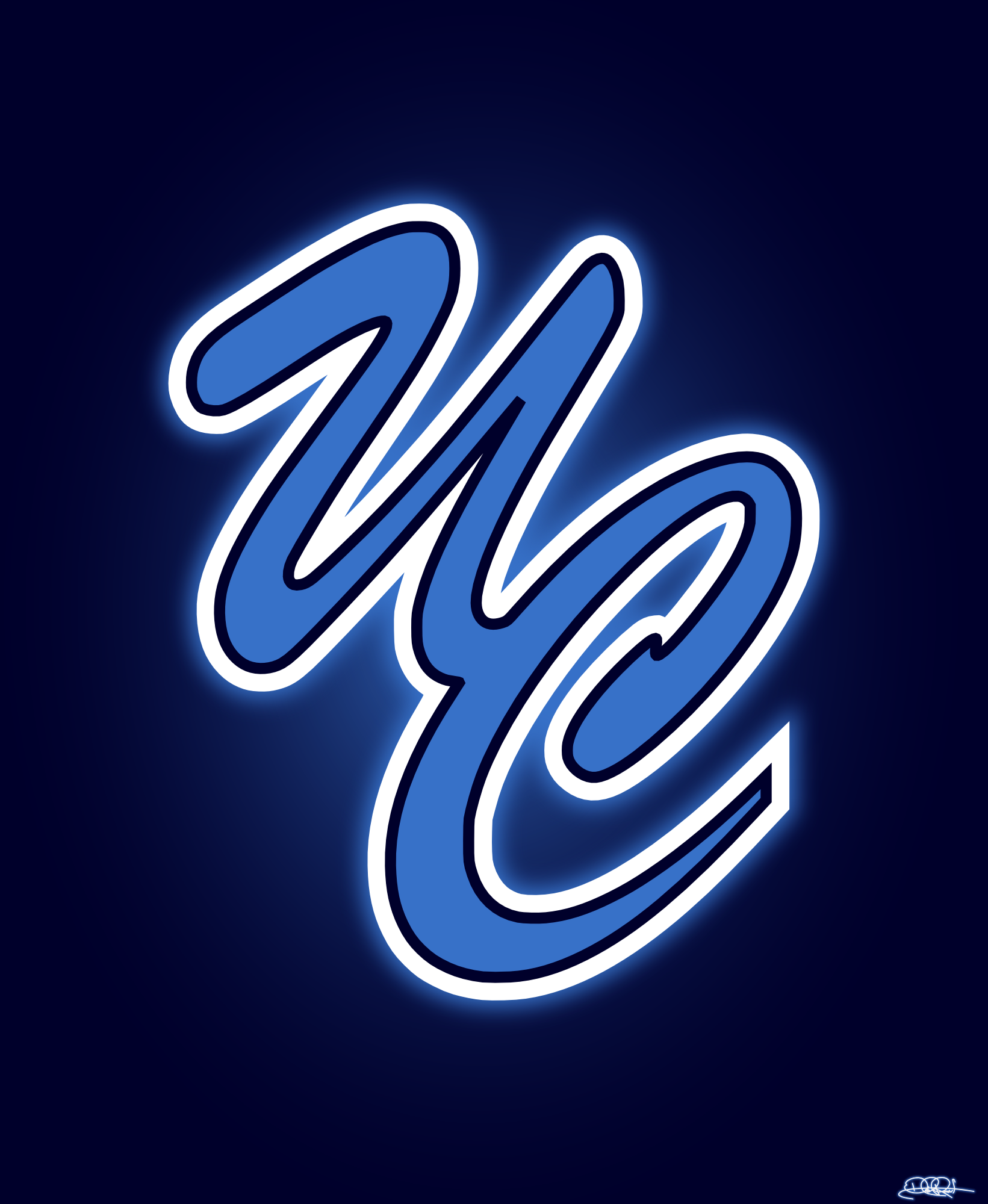
Logo UCHS Script
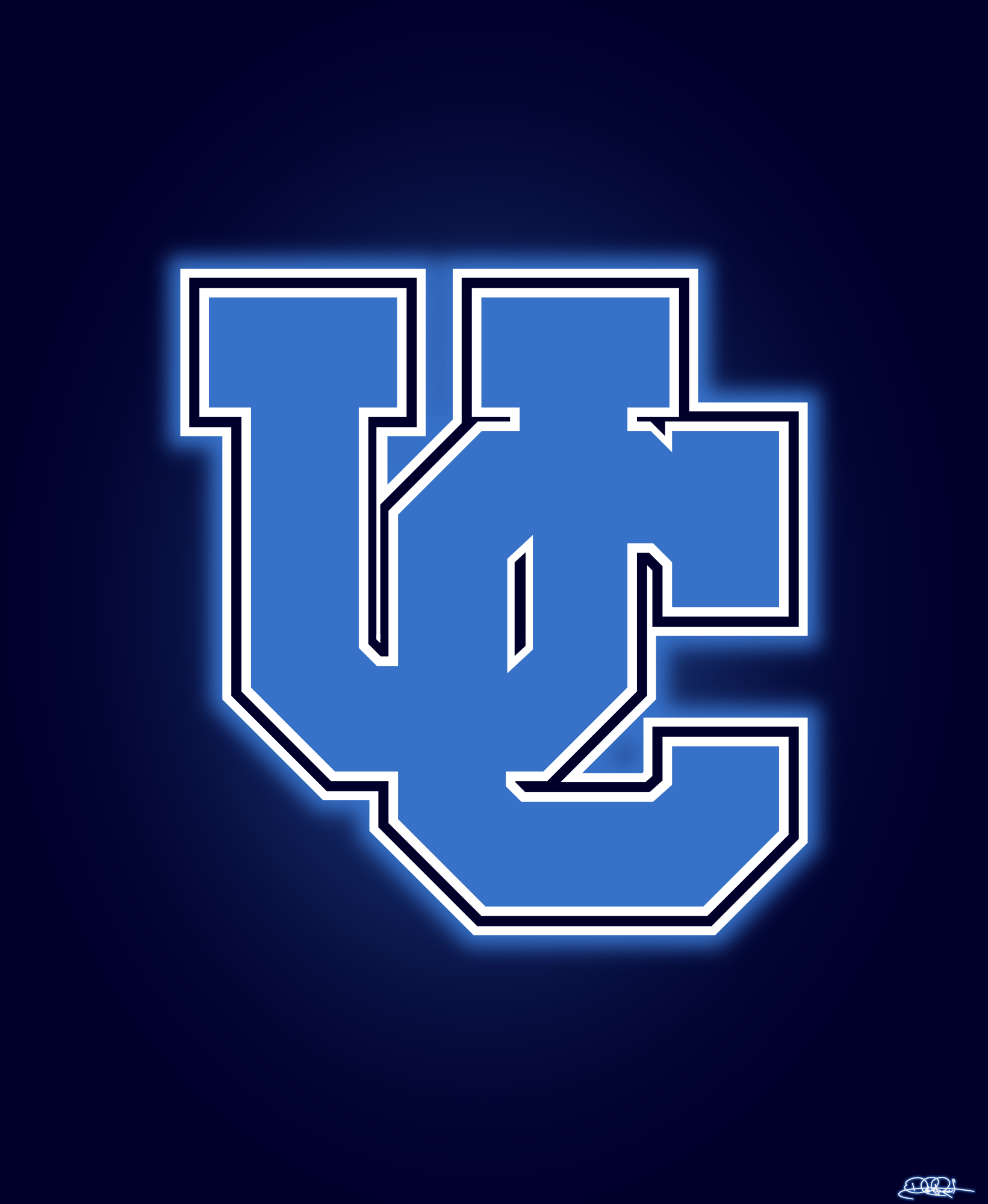
Logo UCHS Block

## Clubes
- All Male
- UCHS Cheer
- Marine Science
- Surf Team
- Surf Rider Club
- Science Olympiad
- Faith Club
- Gay/Straight Alliance
- CSF
- Equestrian Club
- Pink Ribbon Club
- Invisible Children
- Pacific Islander Club
- Key Club
- Sports Authority
- Cube Club
- M.E.C.H.A Club

- Yoga Club
- Best Buddies
- Russian Club
- Amnesty International
- PH Love Club
- The Office Fun Club
- Photography Club
- Computer Science
- Psychology Club
- UEFA Champions Club
- Anime Club
- UCHS Performing Arts Club
- UCHS Drill Team
- Rugby Interest and Recruitment
- JV Girls Volleyball
- UC Badminton Club

## Alumnado
- Kent Ninomiya (conductor de TV de noticias, reportero y ejecutivo)
- Félix Sánchez (Medallista olímpico de oro)
- Chris Richard (Jugador de las Grandes Ligas de Béisbol)
- Royce Pollard (Jugador de Fútbol Universitario)